# Stracathro
Stracatho est un petit village de l'Angus, en Écosse.

## Localisation
Stracatho est situé 4 km au sud-est d'Edzell au nord-est de l'Angus. Il se situe au nord-est de Brechin sur l'A90.

## Histoire
Un ancien camp romain a été découvert à Stracathro. Ce camp se situait à un jour du marche du camp suivant, à Raedykes, plus au nord.
Le 7 juillet 1296, c'est à Stracathro que John Balliol reconnait publiquement ses erreurs et confirme sa réconciliation avec Édouard Ier d'Angleterre.